# 向朴
向樸，江浙等處行中書省慶元路慈溪縣（今浙江省寧波市）人，明朝政治人物。
洪武末年，向樸以人才召見，任獻縣知县。縣無城郭，燕將譚淵到达后，向樸集民兵與其交戰，后被捉捕，懷印不屈而死。